# Sistotrema resinicystidium
Sistotrema resinicystidium é uma espécie de fungo pertence à família Hydnaceae.